# Kunstmesse München

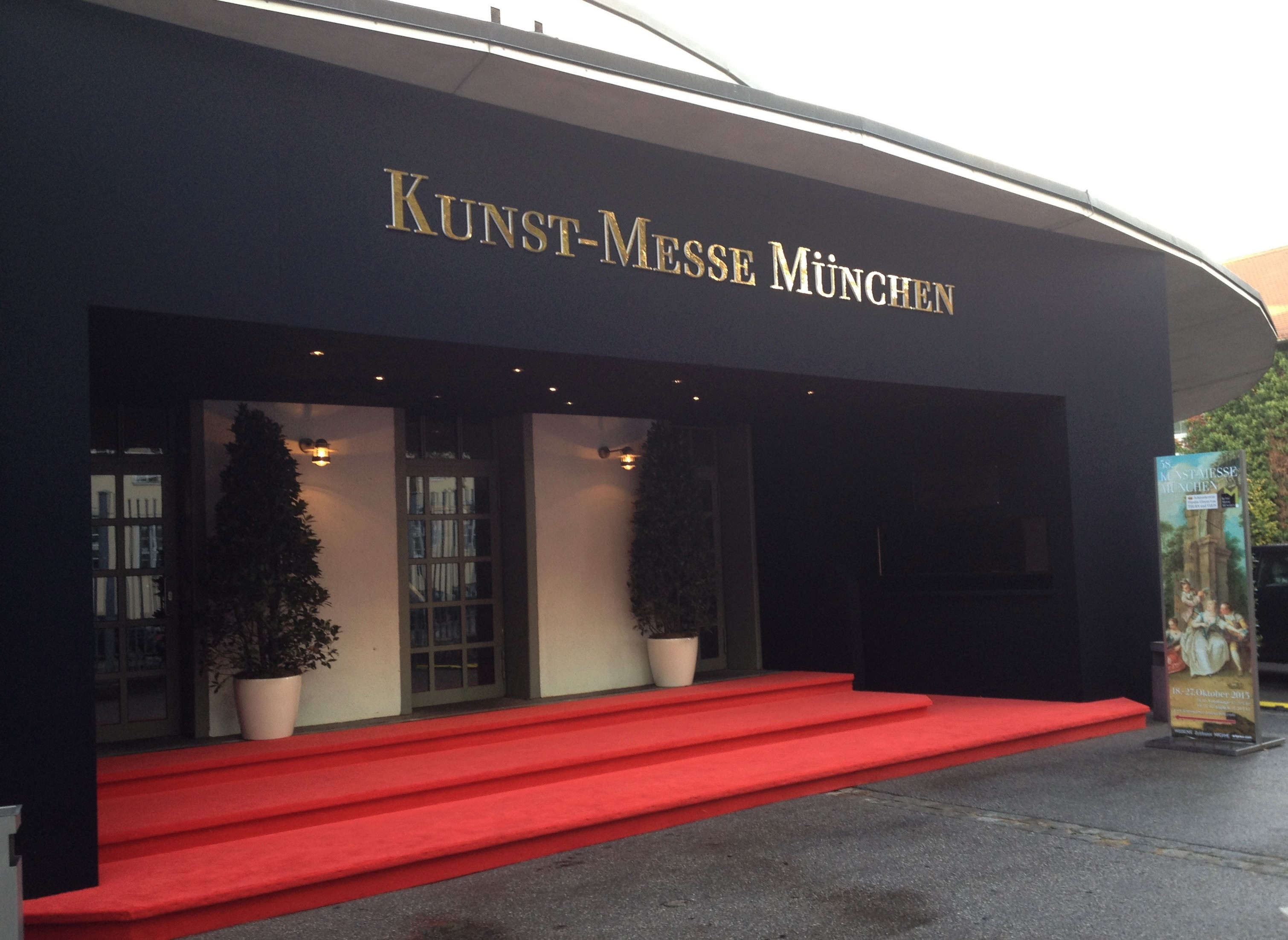
Haupteingang der "58. Kunstmesse München" im Postpalast 2013.

Die Kunstmesse München ist die älteste Kunst- und Antiquitätenmesse Deutschlands. Sie wird in jährlichem Rhythmus als Herbstmesse mit zehn Tagen Laufzeit von führenden nationalen wie internationalen Ausstellern durchgeführt und ist eine Verbrauchermesse. Ausstellungsort ist seit einiger Zeit der „Postpalast“ an der Wredestraße nahe der Hackerbrücke in München. Das Angebotsspektrum reicht von kultischen und Kunstgegenständen von der Ur- und Frühgeschichte (etwa Altägyptische Kunst) über Kunst und Kunsthandwerk des Mittelalters und der Renaissance zu Kunst und Design der Moderne bis etwa 1970, mit gelegentlichen Ausnahmen. Organisiert wird die Messe durch Expo-Management Kiel, ideeller Träger der Messe ist in Nachfolge des Deutschen Kunsthandelsverbandes der vor kurzem gegründete Kunsthändlerverband Deutschland.

## Geschichte
Die Messe begann 1956 als „Deutsche Kunst- und Antiquitätenmesse“ in ideeller Trägerschaft des Deutschen Kunsthandelsverbandes. Sie fand bis 1988 als führende Veranstaltung ihrer Art im Haus der Kunst in München statt. Danach wählte man aus Platzgründen die Messe München, schließlich in den Messehallen in Riem. Nach einer organisatorischen Neuausrichtung (und zeitweiligen Namensänderung aus juristischen Gründen in „Fine Art & Antiques“), wurde der historische Postpalast zum Veranstaltungsort bestimmt.

## Angebotsspektrum
Das Angebot umfasst alle Epochen, grundsätzlich werden alle Gattungen der Kunst und des Kunsthandwerks angeboten, mit jeweils wechselnden Schwerpunkten. Dazu gehören auch Objekte aus Kunst- und Wunderkammern und Textilkunst (Teppiche und Flachgewebe) wie auch Oldtimer.

## Kataloge
- Erste Deutsche Kunst- und Antiquitätenmesse München, Katalog zur Verkaufsausstellung im Haus der Kunst, Haus der Kunst, mit einem Beitrag von Inge Feuchtmayr, München 1956
- Alle folgenden Kataloge im WorldCat